# 三重県道660号平生庄田線
三重県道660号平生庄田線（みえけんどう660ごう ひらばえしょうだせん）は、三重県津市を通る一般県道である。

## 概要
津市榊原町から津市庄田町に至る。

### 路線データ
- 起点：三重県津市榊原町（字坪ノ与6064の3番地先[1][2]：三重県道28号亀山白山線交点）
- 終点：三重県津市庄田町（字八王寺田2146番地先[1][2]：庄田西交差点、国道165号交点）
- 総延長：5.74 km

## 歴史
- 1959年（昭和34年）
  - 1月25日 - 認定[3]

起点：三重県一志郡久居町大字平生
終点：三重県一志郡久居町大字庄田
  - 3月31日 - 道路区域の決定[4]
  - 5月19日 - 道路の供用開始[5]

三重県一志郡久居町榊原字坪ノ与6064の3番地先から 三重県一志郡久居町一色小字馬屋501の13番地先を経て三重県一志郡久居町庄田字八王寺田2146番地先まで（延長5.74 km）
- 2002年（平成14年）4月1日 - 県道の路線認定の一部改正[6]（市制施行に伴う変更）

起点：三重県久居市榊原町
終点：三重県久居市庄田町
- 2007年（平成19年）4月1日 - 県道の路線認定の一部改正[7]（自治体合併に伴う変更）

起点：三重県津市榊原町
終点：三重県津市庄田町

## 路線状況

### 道路施設

#### 橋梁
- 大鳥橋（榊原川、津市）
- 一色橋（長野川、津市）

## 地理

### 通過する自治体
- 三重県

- 津市

### 交差する道路
| 交差する道路           | 交差する場所 | 交差する場所        |
| ---------------------- | ------------ | ------------------- |
| 三重県道28号亀山白山線 | 榊原町       | 起点                |
| 広域農道グリーンロード | 榊原町       |                     |
| 国道165号              | 庄田町       | 庄田西交差点 / 終点 |

### 沿線
- 榊原温泉
- 榊原温泉病院
- 榊原病院
- 津市立榊原小学校
- 青山高原カントリークラブ
- 藤田医科大学七栗記念病院
- 津市立久居西中学校
- 津市立栗葉小学校
- 七栗郵便局
- 津南警察署 庄田警察官駐在所